# Periodo di garanzia televisivo
Il periodo di garanzia è quella fascia temporale entro cui le emittenti televisive garantiscono agli investitori pubblicitari una certa "garanzia" di risultati (in termini di audience media). Se l'emittente non raggiunge i risultati promessi rimborsa gli investitori pubblicitari oppure gli fornisce altri spazi pubblicitari gratuitamente. 
Per questo motivo è il periodo più importante ai fini dell'audience, perché si prevede un pubblico più numeroso e, di conseguenza, gli investimenti monetari sulla pubblicità diventano più ingenti. La pubblicità rende di più economicamente perché ci si aspetta ascolti vincenti rispetto al periodo di non garanzia.

## Periodo e durata
Il periodo di garanzia si suddivide in due parti. La prima parte inizia a metà settembre per chiudere poco prima di Natale. La seconda comincia a fine gennaio per concludersi (non sempre) i primi di giugno. 
È questo il motivo per cui i programmi in cui si crede di meno, in termini di pubblicità e ascolti, vengono inseriti nella programmazione delle vacanze natalizie o estive. 
Un flop televisivo che avviene in periodi di non garanzia fa per questo meno rumore rispetto a una trasmissione che fallisce in periodi di garanzia.